# 데즈카 프로덕션
주식회사 데즈카 프로덕션(일본어: 株式会社手塚プロダクション 가부시키가이샤 데즈카 푸로다쿠숀[*])은 일본의 애니메이션 제작사다. 일본동화협회 정회원이다.
데즈카 오사무 작품의 저작권 관리와 애니메이션 제작을 주된 업무로 하고 있지만, 그 외 기업의 캐릭터 제작도 다루고 있어, 스즈카 서킷이나 타마 테크(폐쇄)의 캐릭터 '코치라 짱', 미에현 스즈카시의 공식 캐릭터 '벨디', 기후현 세계 담수어원 수족관 (아쿠아 토토기후)의 캐릭터, 공사중을 안내하는 간판 캐릭터도 제작했다.
그 외, 데즈카 오사무 캐릭터 상품의 제작·판매, 이벤트의 기획·제작, 다카라즈카 시립 데즈카 오사무 기념관, 교토역 빌딩에 있는 KYOTO 데즈카 오사무 월드의 운영 등도 다룬다. 또 아사히 신문사와 제휴해 데즈카 오사무 문화상을 마련해 뛰어난 만화 작품을 표창하고 있다.

## 역사
1961년, 데즈카 오사무는 비디오 및 애니메이션 제작 부문으로 데즈카 무시 프로덕션을 설립했다. 다음 해에 공식적으로 주식회사 무시 프로덕션으로 설립되었다. 데즈카는 만화 제작과 저작권 관리를 전담하는 무시 프로덕션의 분사 부서로서 또 다른 애니메이션 스튜디오인 데즈카 프로덕션 주식회사를 시작하기 위해 1968년까지 회사의 대리 이사를 역임했다. 이에 따라 애니메이션 제작은 무시 프로덕션, 만화 제작은 데즈카 프로덕션로 나누었다.
1970년, 데즈카는 데즈카 프로덕션의 본사를 네리마구의 후지미다이역 건너편 카페 사업장의 2층과 3층으로 옮겼다. 2층은 직원 사무실과 생산 보조원들을 위해 배정되었고, 3층은 데즈카 자신의 작업 공간과 사무실이었다. 데즈카 프로덕션은 다카다노바바로 이전하기까지의 1970년부터 1976년에, 후지미다이의 에치고야 빌딩(현존)의 2·3층을 빌렸었다. 3층에서 데즈카는 집중해 만화의 집필에 힘쓰고, 2층에서는 스태프가 어시스턴트 업무 및 급료 계산이나, 만화의 저작권 관리 등 사무 처리를 실시했다.
1971년 10월부터 1972년 3월까지 TBS에서 26부작으로 방송된 다양한 단편 애니메이션과 텔레비전 시리즈인 《신비한 메르모》를 포함한 처음 몇 년 동안 스튜디오는 무시 프로덕션으로부터 하청 애니메이션 작업을 받았다. 1973년 무시 프로덕션이 파산 신청을 한 후, 데즈카 프로덕션은 만화 및 저작권 사업과 함께 애니메이션 제작을 전업으로 시작했고 애니메이션 스튜디오로서 빠르게 성장하기 시작했다. 1976년, 데즈카 프로덕션은 신주쿠 다카다노바바의 다카다노바바 세븐 빌딩으로 다시 이전했다.
1980년부터 1981년까지, 데즈카 프로덕션은 닛폰 TV에서 52화로 방영된 《철완 아톰》의 리메이크 작품을 제작했다. 데즈카는 무시 프로덕션에서 제작된 첫 번째 《철완 아톰》 시리즈에 불만이 있었고, 1974년부터 시리즈의 리메이크 작품을 만들고 싶어했다.
2007년, 데즈카 프로덕션은 15만 페이지 이상으로 구성된 데즈카의 모든 만화 시리즈를 디지털화하고 색칠하는 다년간의 프로젝트를 시작했다. 데즈카의 이전 개인 어시스턴트들은 새로운 색칠 과정이 데즈카의 시대에 사용된 색에 충실하도록 하기 위해 데즈카가 여전히 시리즈를 제작하는 동안 원래 모든 색 조각에 사용했던 색 차트를 재현했다.
2008년, 데즈카의 아들 마코토는 아버지의 마지막 미완성 작품인 《숲의 전설》을 데즈카 프로덕션에서 완성할 것이라고 발표했다. 2014년 8월에 히로시마 국제 애니메이션 페스티벌에서 초연되었고, 2015년 2월 21일에 뉴욕의 일본 협회에서 북미에서 초연되었다.

## 작품

### TV 애니메이션
- 신비한 메르모 (1971년)
- 철완 아톰 (1980년판) (1980년)
- 푸른 망아지 브링크 (1989년)
- 밀림의 왕자 레오 (리메이크) (1989년)
- 세 눈이 간다 (1990년)
- 디어 브라더 (1991년)
- 데즈카 오사무의 구약성서 이야기 (1997년)
- 백경전설 (1997년)
- ASTRO BOY 철완 아톰 (2003년)
- 불새 (2004년)
- 블랙 잭 (2004년)
- 블랙 잭 21 (2006년)
- 샤먼 시스터즈 (2007년, 공동 제작: 매드하우스)
- 겐지 이야기 천년기 Genji (2009년, 공동 제작: TMS 엔터테인먼트)
- 언덕길의 아폴론 (2012년, 공동 제작: MAPPA)
- 로봇 아톰 (2014년, 공동 제작: 채널 TV)
- 전국무쌍 4 (2015년, 공동 제작: TYO 애니메이션)
- 영 블랙 잭 (2015년)
- 다가시카시 2 (2018년, 설정 협력: feel.)
- 도로로 (2019년, 공동 제작: MAPPA)
- 5등분의 신부 (2019년)
- 임사!! 에코다짱 (2019년, 제6화 담당)
- 아다치와 시마무라 (2020년)
- 이세계 마왕과 소환 소녀의 노예 마술 Ω (2021년, 공동 제작: 오쿠루토 노보루)
- 그녀도 여친 (2021년)
- MUTEKING THE Dancing HERO (2021년, 공동 제작: 타츠노코 프로덕션)
- 마법사의 여명기 (2022년)
- 마메키치 마메코 백수의 일상 (2022년)
- 츤데레 악역 영애 리젤로테와 실황의 엔도 군과 해설의 코바야시 양 (2023년)
- 마이 홈 히어로 (2023년)
- 여신의 카페테라스 (2023년)
- 언더 닌자 (2023년)

### 극장 애니메이션
- おかしな一日 (1970년)
- 氷の国のミースケ (1970년)
- 南へ行ったミースケ (1970년)
- 유니코 검은 구름과 하얀 날개 (1979년)
- 불새 2772 사랑의 코스모존 (1980년)
- JUMPING (1984년)
- 낡은 필름 (1985년)
- PUSH (1987년)
- 무라마사 (1987년)
- 숲의 전설 (1987년)
- 자화상 (1988년)
- 블랙잭 (극장판) (1996년)
- 밀림의 왕자 레오 (극장판) (1997년)
- 손오공 : 돌원숭이의 탄생 (2003년)
- 블랙잭 두 명의 검은 의사 (2005년)
- Dr.피노코의 숲의 모험 (2005년)
- ASTRO BOY 철완 아톰 10만 광년의 내방자・IGZA (2005년)
- 부도리의 꿈 (2012년)
- 쿠미와 튤립 (2015년)
- かっちけねぇ! (2016년)
- 안녕, 티라노: 영원히, 함께 (2021년)

## 같이 보기
- 데즈카 마코토
- 데즈카 오사무
- 무시 프로덕션